# Port de Tanger
 (octobre 2022).
La mise en forme du texte ne suit pas les recommandations de Wikipédia : il faut le « wikifier ».
Les points d'amélioration suivants sont les cas les plus fréquents. Le détail des points à revoir est peut-être précisé sur la page de discussion.
- Les titres sont pré-formatés par le logiciel. Ils ne sont ni en capitales, ni en gras.
- Le texte ne doit pas être écrit en capitales (les noms de famille non plus), ni en gras, ni en italique, ni en « petit »…
- Le gras n'est utilisé que pour surligner le titre de l'article dans l'introduction, une seule fois.
- L'italique est rarement utilisé : mots en langue étrangère, titres d'œuvres, noms de bateaux, etc.
- Les citations ne sont pas en italique mais en corps de texte normal. Elles sont entourées par des guillemets français : « et ».
- Les listes à puces sont à éviter, des paragraphes rédigés étant largement préférés. Les tableaux sont à réserver à la présentation de données structurées (résultats, etc.).
- Les appels de note de bas de page (petits chiffres en exposant, introduits par l'outil «  Source ») sont à placer entre la fin de phrase et le point final[comme ça].
- Les liens internes (vers d'autres articles de Wikipédia) sont à choisir avec parcimonie. Créez des liens vers des articles approfondissant le sujet. Les termes génériques sans rapport avec le sujet sont à éviter, ainsi que les répétitions de liens vers un même terme.
- Les liens externes sont à placer uniquement dans une section « Liens externes », à la fin de l'article. Ces liens sont à choisir avec parcimonie suivant les règles définies. Si un lien sert de source à l'article, son insertion dans le texte est à faire par les notes de bas de page.
- La présentation des références doit suivre les conventions bibliographiques. Il est recommandé d'utiliser les modèles {{Ouvrage}}, {{Chapitre}}, {{Article}}, {{Lien web}} et/ou {{Bibliographie}}. Le mode d'édition visuel peut mettre en forme automatiquement les références.
- Insérer une infobox (cadre d'informations à droite) n'est pas obligatoire pour parachever la mise en page.

Pour une aide détaillée, merci de consulter Aide:Wikification.
Si vous pensez que ces points ont été résolus, vous pouvez retirer ce bandeau et améliorer la mise en forme d'un autre article.
 (mars 2020).
Le port de Tanger Ville est un port marocain situé à l'entrée du détroit de Gibraltar, dans la ville de Tanger, au Maroc. Il est construit devant la Kasbah en bordure ouest de la rade de Tanger, dans la baie entre le Cap Spartel et le Cap Malabata. 

## Histoire
L'histoire du Port de Tanger, débute au XVIIe siècle après le passage de la domination portugaise à la domination anglaise. C'est durant cette période que le port prend forme avec la construction d'une première jetée (môle) permettant aux navires d'accoster plus facilement. Cependant, ce n'est qu'en 1897 qu'un premier débarcadère en bois est construit permettant ainsi un accès plus facile au trafic de marchandises et de passagers.
Le port continue d'évoluer avec la mise en place entre 1903 et 1908 d'une jetée pour les embarcations et bateaux de plus petites dimensions.
Dans l'histoire et l'évolution du port de Tanger Ville, d'autres dates et périodes importantes sont significatives :
- 2 juin 1921 : Concession à la Société du port de Tanger du droit de construire, d'entretenir et d'exploiter le port (Dahir du Gouvernement Chérifien)
- 1925-1933 : Réalisation par la Société du port de Tanger de nombreux aménagements portuaires (brise-lames, môles, terre-pleins, appontements et quai d'escale).
- 1967[3]: L'État Marocain donne la concession du port à la RAPC (Régie d'Aconage du port de Casablanca)
- 1985[4] : La gestion du port est confiée à l'ODEP (Office d'Exploitation des Ports) et ce, jusqu'à sa scission en décembre 2006.
- 2006 : Conformément à la loi 15-02, la gestion du port est confiée à l'ANP (Agence Nationale des Ports) qui remplace l'ODEP
- Le 15 décembre 2010[2] : Début du projet de reconversion de la zone portuaire de Tanger Ville qui lui donne une nouvelle vocation orientée vers le tourisme de croisière et de plaisance. La ligne reliant le port de Tanger Ville au port de Tarifa dans le sud de l'Espagne est maintenue (fast-ferries).

## Projet de reconversion
Le projet de reconversion de la zone portuaire de Tanger Ville débute en 2010 et a comme objectif de positionner la ville de Tanger en tant qu'une des premières destinations du tourisme de croisière et de plaisance en Méditerranée.
Il est structuré autour de 2 composantes stratégiques : 
- l'une est portuaire avec les activités de Croisière, plaisance, fast-ferry et pêche ;
- l'autre est urbaine avec l'ouverture du port vers la ville de Tanger.

Le projet de reconversion est, en 2020, dans sa phase finale avec la future mise en service du deuxième bassin de la marina.  

## Composante portuaire

### Nouvellemarina: Tanja Marina Bay International

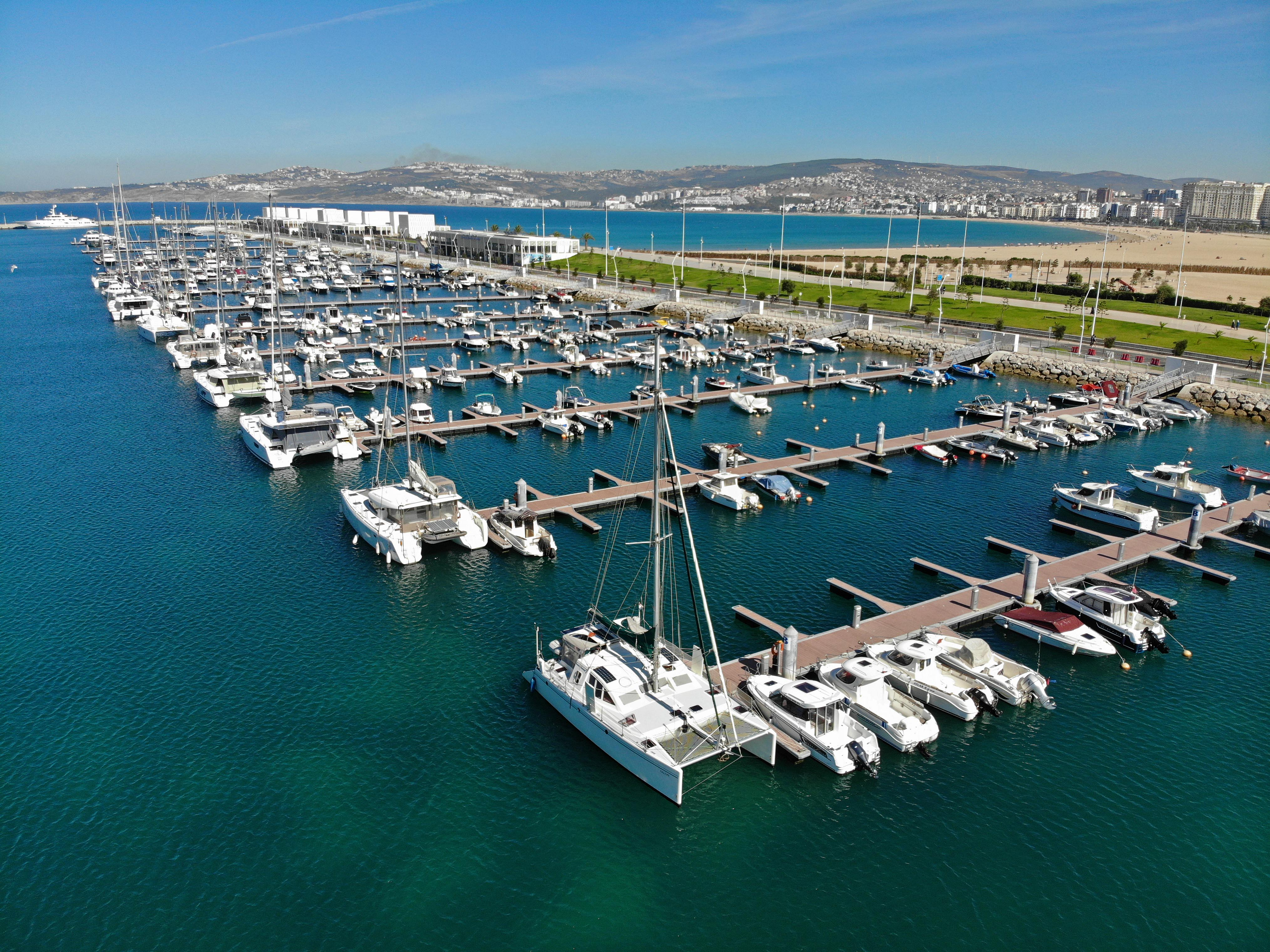
Tanja Marina Bay International

Tanja Marina Bay International est le premier fruit du projet de reconversion du Port de Tanger Ville. Le nouveau port de plaisance est composé de deux bassins d'une capacité à terme de 1 400 anneaux :
- le 1er bassin de 15 hectares, d'une capacité de 800 anneaux est opérationnel et accueille depuis son inauguration en juin 2018 des bateaux d'une longueur allant de 7 à 90 mètres.
- le 2e bassin de 11 hectares, d'une capacité de 600 anneaux est situé à l'emplacement du vieux port (bassin du vieux port). Ce dernier achevé en avril 2020 peut accueillir des bateaux de 7 à 30 mètres.

Une zone d'animation mitoyenne au premier bassin sous forme de presqu'île a été créée au nouveau port de plaisance. D'une superficie de 24.000 m², elle abrite des espaces destinés à la restauration, une fontaine musicale d'une superficie de 1 145 m2, un parking couvert de 440 places, des locaux commerciaux et équipements divers (accastillage), un club nautique, une station de carburant, ainsi que des infrastructures, services et équipements pour les plaisanciers : Direction commerciale et opérationnelle de la Marina, accastillage, bureaux de douane et de police, systèmes de vidéosurveillance, showroom, toilettes, …).
Le Royal Yachting Club de Tanger continue aujourd'hui ses activités dans un nouveau bâtiment d'une superficie de 2 400 m2 situé sur la presqu'île.
Une zone de 9 672 m2 est également destinée à la maintenance et à la réparation navale. Elle comprend une darse d'une capacité de 430 tonnes pouvant accueillir des bateaux d'une longueur allant jusqu'à 40 mètres. Elle met à disposition des usagers plusieurs services dont le carénage et entretien, l'accastillage et le stockage pour l'hivernage.

### Nouvellegare maritime

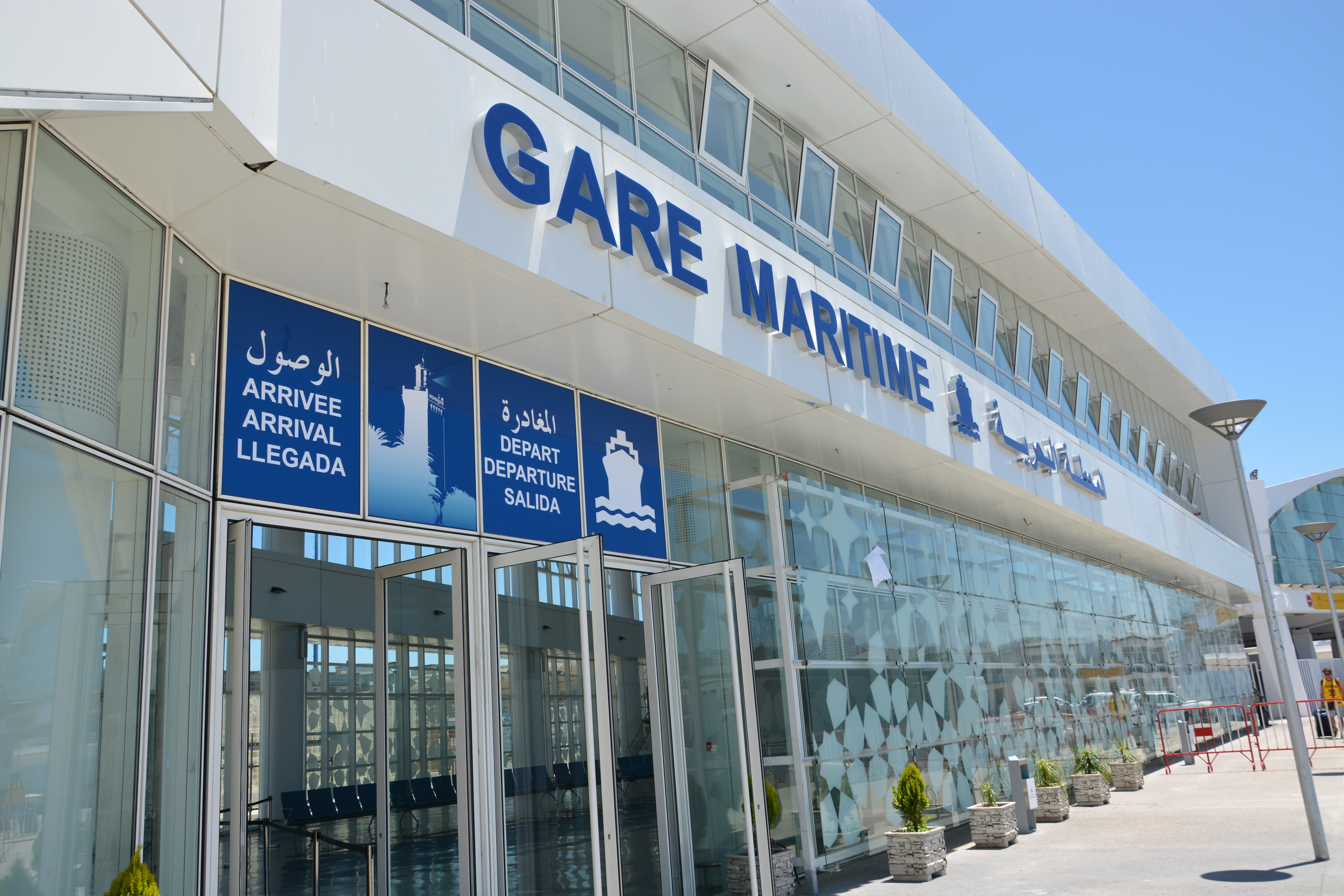
Entrée de la gare maritime

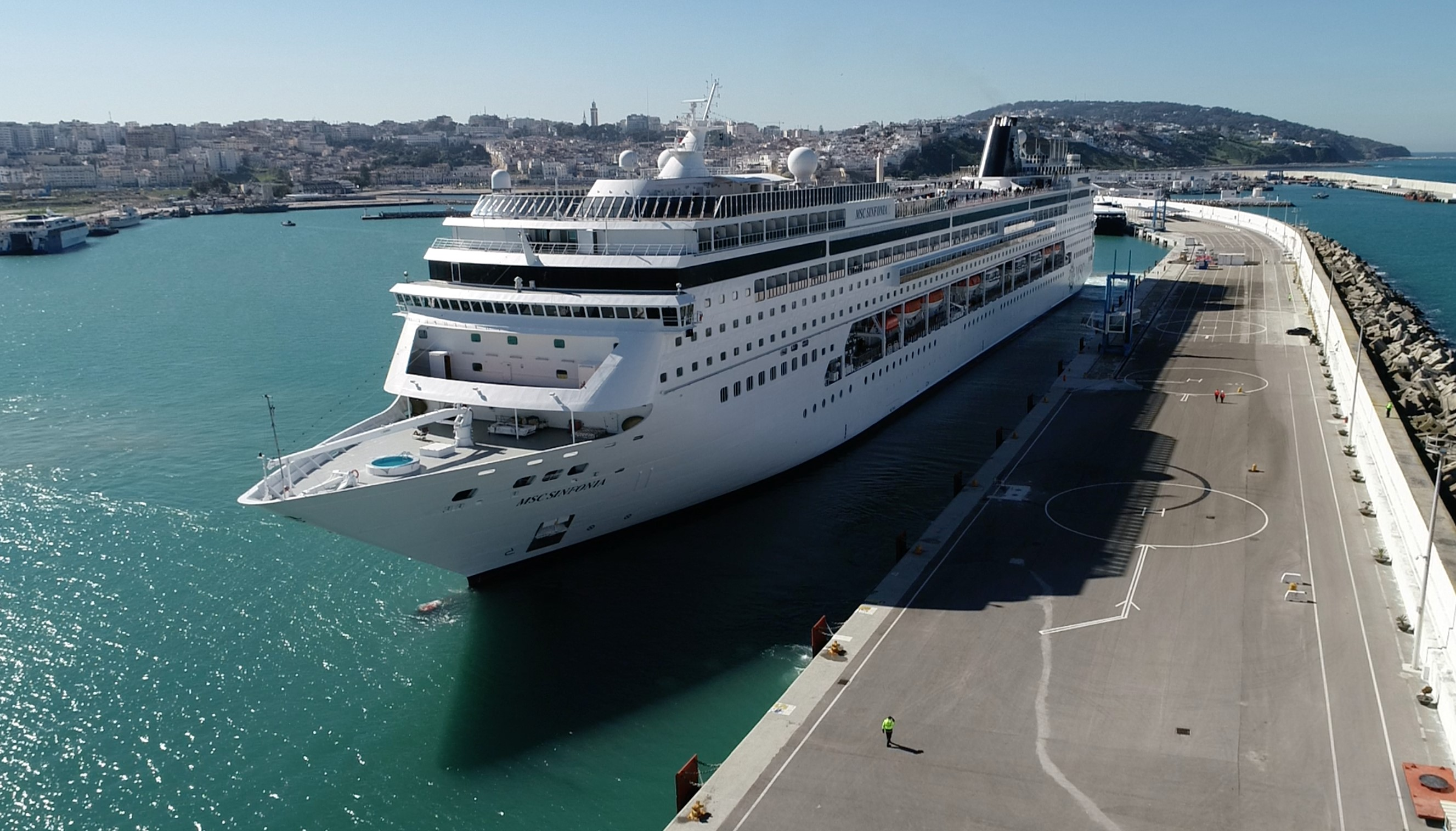
Quai de croisière

Dans le cadre du projet de reconversion de la zone portuaire de Tanger Ville, l'ancienne gare maritime située en face de la vieille ville de Tanger (kasbah) a été agrandie. Les anciens espaces de 3 500 m2 ont été entièrement rénovés et un nouvel espace de 2 800 m2 a été ajouté.
Cet investissement a eu pour objet l'optimisation de la gestion des flux de passagers et de voitures, ainsi que de celle des conditions d'accueil et de sécurité de ces derniers.
Aujourd'hui, cet espace est composé :
- d'une aire de stationnement et de passage pour les voitures et les bus ;
- de bâtiments administratifs (police, douane, …) ;
- d'une nouvelle tour de contrôle pour la supervision des opérations maritimes ;
- d'un hall destiné au fast ferries;
- d'un hall destiné aux croisiéristes;
- d'un nouveau restaurant et d'un nouveau duty-free ;
- d'ascenseurs, escalateurs et passerelle pour les voyageurs (zone embarquement et débarquement) ;
- d'aires d'attente pour passagers et voitures munies de panneaux photovoltaïques déployés sur une surface de 8 000 m2 ;
- de quais de croisière permettant d'accueillir des navires de plus de 362 ;
- de quais destinés à l'activité de fast-ferries.

### Nouveau port de pêche

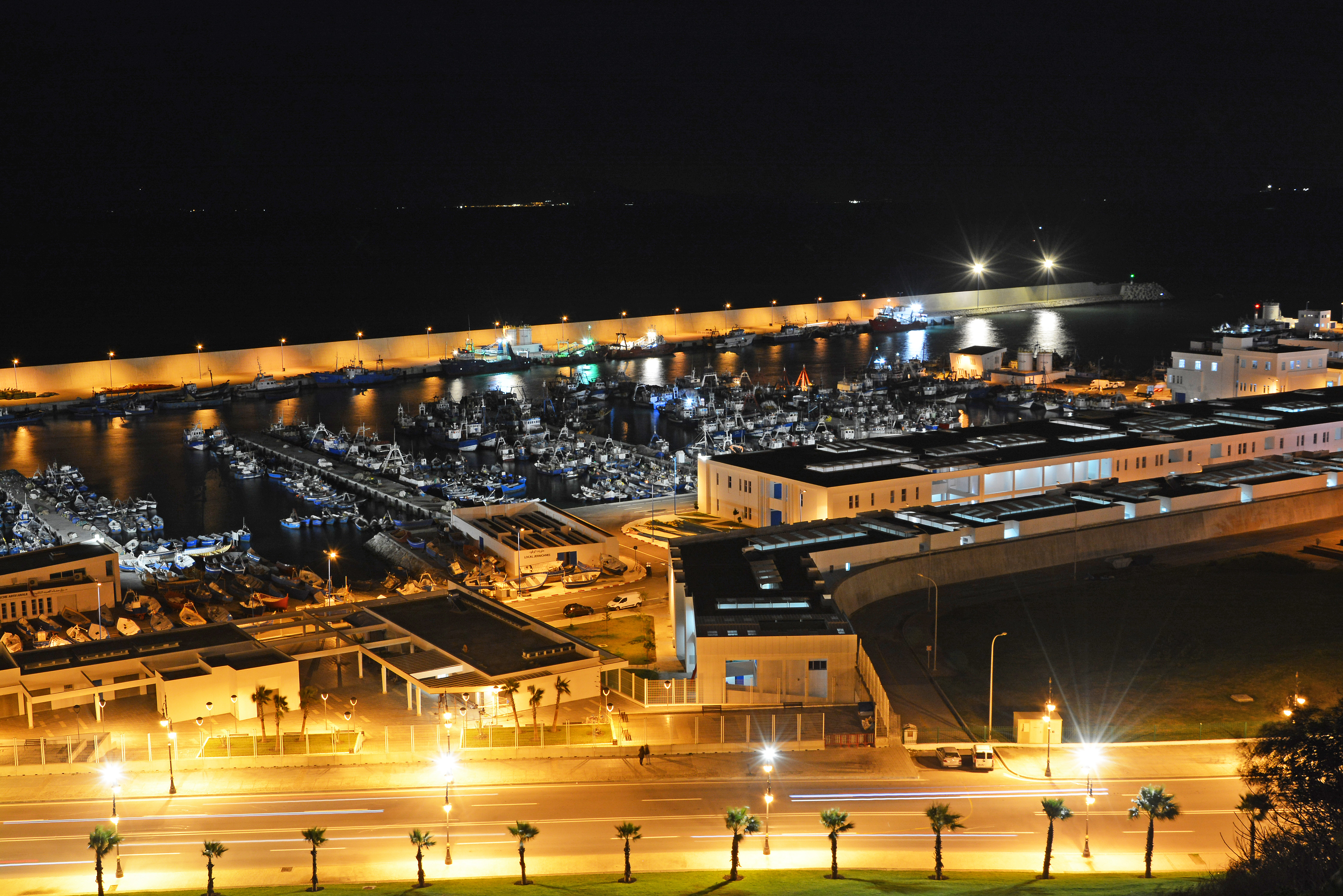
Vue de nuit du port de pêche de Tanger

Un nouveau port de pêche, aujourd'hui opérationnel a été créé en face des murailles de la vieille ville, afin de répondre au développement de la filière pêche dans la région de Tanger. Il s'étend sur une surface de 23 hectares dont 12 hectares de terre-pleins et répond entièrement, grâce aux nouvelles infrastructures et équipements ultramodernes, aux besoins et spécificité de chaque filière (artisanale, côtière et hauturière).
Les superstructures de 51 000 m2 comprennent les éléments suivants :
- halle de pêche artisanale,
- fabriques de glace,
- stations de carburant et dépôts sécurisés de jerricanes,
- entrepôts frigorifiques,
- magasins pour armateurs et mareyeurs,
- bâtiments administratifs,
- ateliers de réparation,
- commerces.

## Composante immobilière
La composante immobilière, 2e axe essentiel du projet de reconversion de la zone portuaire de Tanger Ville est développé sur une surface de 28,5 ha par la société Eagle Hills. Plus précisément elle regarde les éléments suivants :
- 2 unités hôtelières,
- un palais des congrès de 1 500 places,
- un centre commercial,
- des résidences et des bureaux,
- des commerces,
- un cinéma Imax,
- des espaces publics.

## Restauration des murailles et des anciennes portes

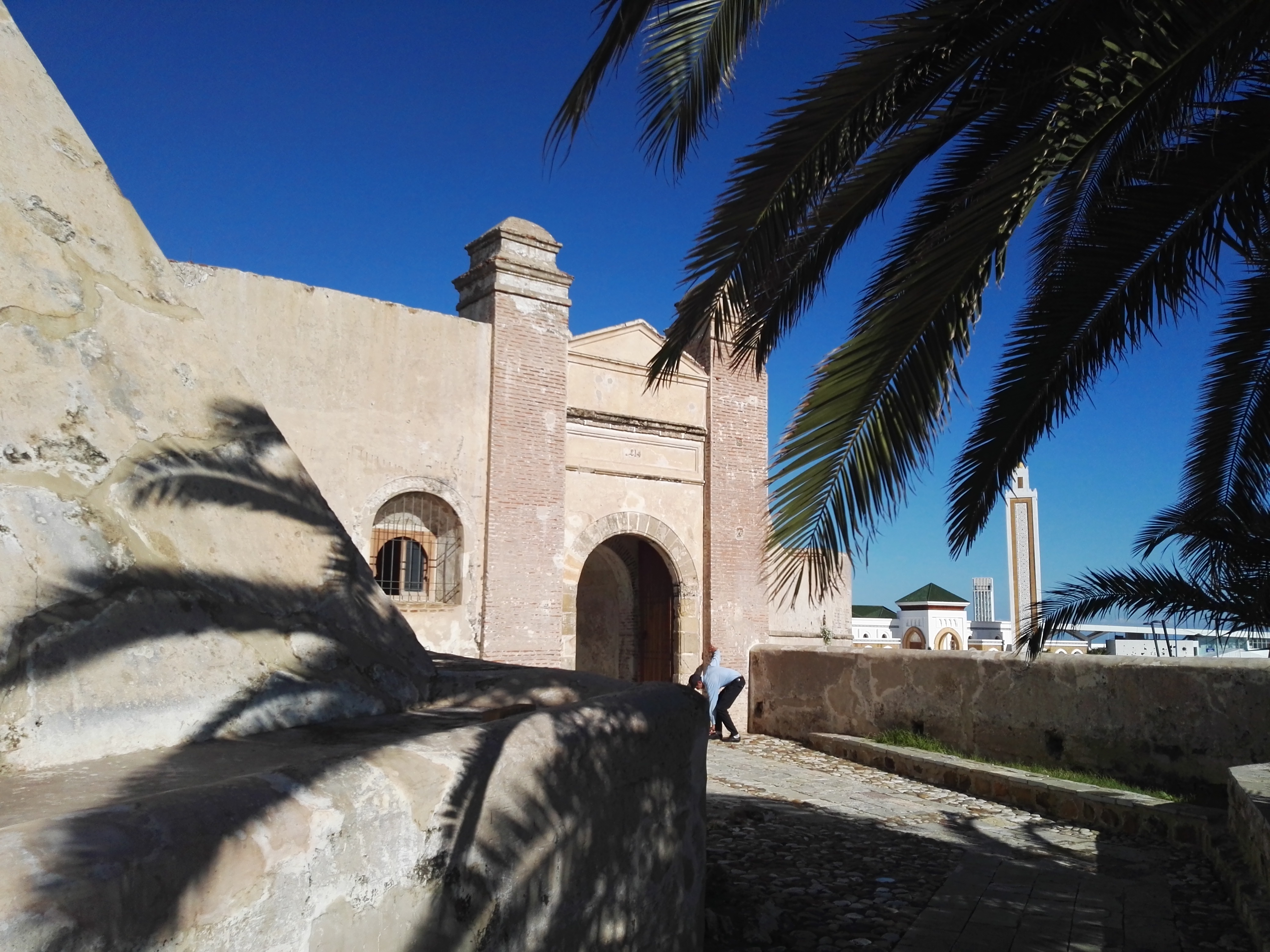
Porte de la muraille (Dar Baroud)

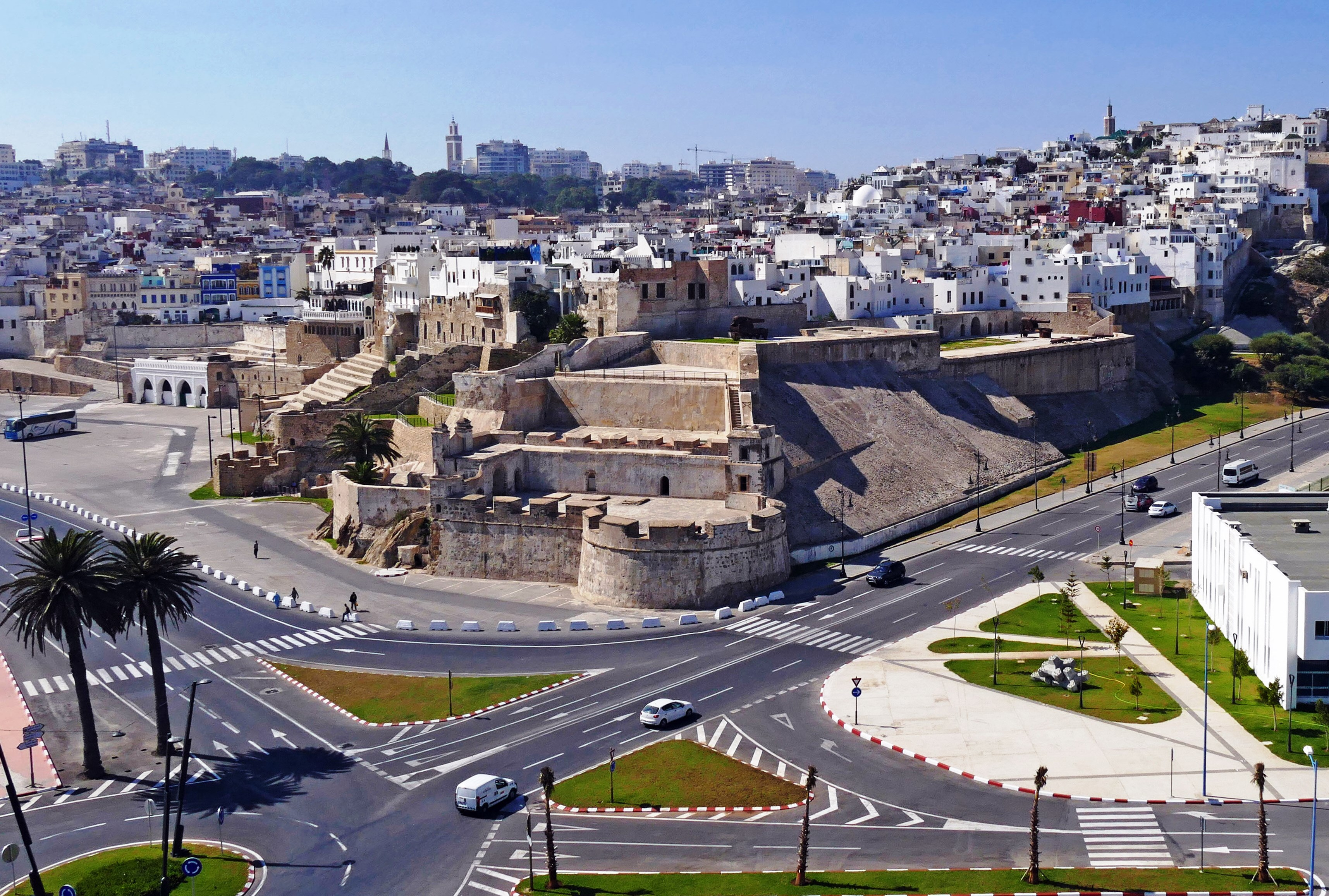
Photo de la muraille restaurée de la vieille ville

La restauration des murailles et des anciennes portes de la vieille ville a été faite dans le cadre du projet de reconversion de la zone portuaire de Tanger ville. Ces travaux ont été supervisés par la SAPT (Société d’Aménagement pour la reconversion de la zone portuaire de Tanger) avec l’aide d’une équipe de spécialistes pluridisciplinaires.
Ce projet aujourd’hui[Quand ?] achevé s’est articulé en plusieurs étapes :
- Borj Dar El Baroud - Borj Dar El Hajoui
- Forteresse - Borj Dar El Baroud
- Borj Dar El Baroud - Borj Nâam
- Borj El Hajoui - Marché de Poisson
- Marché de Poisson - Borj Nâam en passant par Bab Fahs
- Porte de la douane avec aménagements des places